# Südwestindischer Rücken

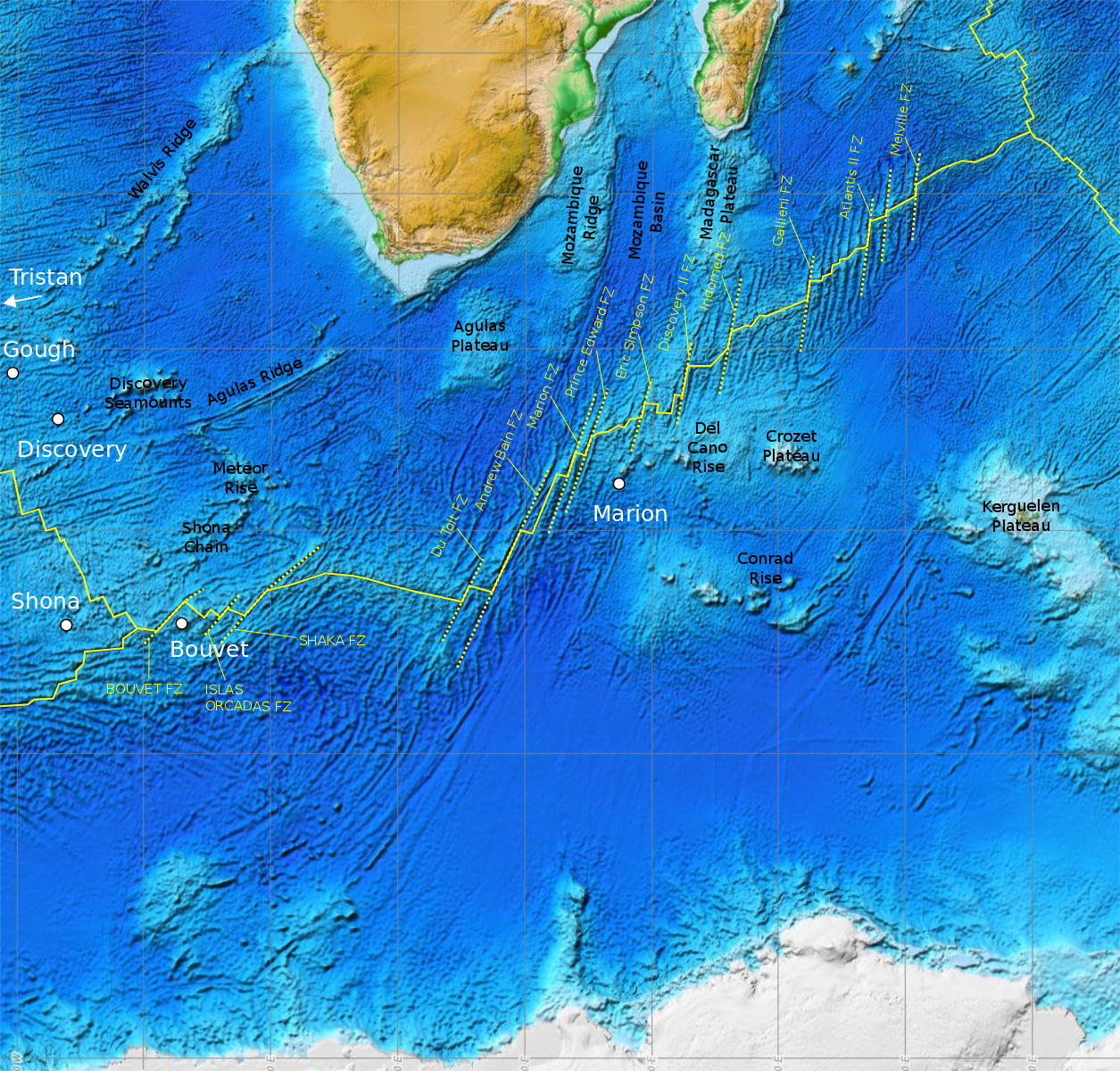
Southwest Indian Ridge

Der Südwestindische Rücken ist ein mittelozeanischer Rücken, er bildet die Grenze zwischen der Antarktischen Platte und der Afrikanischen Platte. 
Der Südwestindische Rücken geht im Osten (25,5° S, 70° O) über in den Zentralindischen Rücken und den Südostindischen Rücken und im Westen (54° 50′ S, 0° 40′ W) in den Mittelatlantischen Rücken und den Amerikanisch-Antarktischen Rücken. 